# Martyniwśke (wieś w obwodzie mikołajowskim)
Martyniwśke (ukr. Мартинівське) – wieś na Ukrainie, w obwodzie mikołajowskim, w rejonie wozniesieńskim. W 2001 liczyła 252 mieszkańców, spośród których 199 wskazało jako ojczysty język ukraiński, 30 rosyjski, a 23 mołdawski.